# Rio Oroncillo
O rio Oroncillo é um rio do norte da Espanha, afluente do rio Ebro na província de Burgos. Nasce em Pancorbo e desagua em Miranda de Ebro.